# Habenaria parvicalcarata
Habenaria parvicalcarata är en orkidéart som beskrevs av Charles Schweinfurth. Habenaria parvicalcarata ingår i släktet Habenaria och familjen orkidéer.
Artens utbredningsområde är Peru. Inga underarter finns listade i Catalogue of Life.